# Зено Ван Ден Босх
Зено Ван Ден Босх (нід. Zeno Van Den Bosch, нар. 6 липня 2003, Брассат, Бельгія) — бельгійський футболіст, захисник клубу «Антверпен».

## Ігрова кар'єра

### Клубна
Зено Ван Ден Босх є випускником академії клубу «Антверпен», де він почав займатися футболом і грати в молодіжній команді від 2016 року. З 2022 року футболіста почали залучати до першої команди. Першу гру в чемпіонаті Бельгії Ван Ден Босх провів 18 січня 2023 року, коли вийшов на заміну в кінці матчу проти «Остенде». У вересні 2022 року футболіст підписав з клубом контракт до 2025 року.
В тому ж сезоні футболіст разом з клубом виграв чемпіонат Бельгії, Кубок та Суперкубок країни.

### Збірна
У 2020 році Ван Ден Босх провів чотири гри у складі юнацької збірної Бельгії (U-17). Восени 2023 року футболіст отримав виклик на матчі молодіжної збірної Бельгії але на поле того разу не виходив.

## Досягнення
Антверпен
 Чемпіон Бельгії: 2022/23
 Переможець Кубка Бельгії: 2022/23
 Переможець Суперкубка Бельгії: 2023